# Boba Imre
Boba Imre (Győr, 1919. október 23. – Seattle, Washington, 1996. január 11.) történész.

## Élete
Boba László Kázmér és Farkas Ilona fia. 1929–1939 között Lengyelországban tanult, majd 1941-ben a balatonboglári lengyel gimnáziumban érettségizett. A Pázmány Péter Tudományegyetemen tanult szlavisztikát, történelmet és finnugor nyelvészetet. 1946-ban szerezte meg az egyetemi abszolutóriumot, majd Nagy-Britanniába emigrált és Londonban élt. 1952–1956 között a müncheni Szabad Európa Rádió rovatvezetője volt. 
1956-ban az Egyesült Államokba emigrált, 1956–1959 között a seattlei Polish Research Centre kutató könyvtárosaként tevékenykedett. 1962-ben Seattleben a Washington Egyetemen doktorált. Ekkortól az egyetem tanársegéde, 1971–1989 között pedig egyetemi tanára volt.
A Dictionary of Political Sources társkiadója, illetve a Slavic Review munkatársaként dolgozott.

## Művei
- 1965 Master Nicholas of Dresden
- 1967 Nomads, Northmen and Slavs Eastern Europe in the ninth century. The Hague, Wiesbaden
- 1971 Moravia's History Reconsidered. A Reinterpretation of Medieval Sources. The Hague
- 1972 Formation of the Hungarian Policy. Wiesbaden
- 1989 Braslavespurch – Bratislava or Braslav’s Burg: Zalavár? Ungarisches Jahrbuch 1989, 9–23.
- Boba Imre: Morávia története új megvilágításban. Kísérlet a középkori források újraértelmezésére; ford. Petrovics István, latin szövegford. Sz. Galántai Erzsébet, előszó Püspöki Nagy Péter; METEM, Budapest, 1996 (METEM-könyvek)
- 2005 „Moraviana” egy Közép-Európa születéséről írott osztrák tanulmányban. Szúrópróbák. In: Petrovics, István (szerk.): Kijevtől Kalocsáig – Emlékkönyv Boba Imre tiszteletére. Budapest, 167–173.